# Ішпакай (цар скіфів)

Ішпакай (асир. Iš-pa-ka-a-a) (до 679 — 674/3) — перший історично відомий династ скіфів, якого інколи вважають військовим ватажком, хоча 
| „…асирійські тексти не дають підстав проводити будь-які відмінності між «Ішпакаєм скіфом» і «Партатуа, царем скіфів», оскільки і те, і інше формулювання однаковою мірою може означати царя або ватажка…“[1] |
Ішпакай очолював скіфів під час навал до Закавказзя. Виступав спільником Манейського царства у війні з Асирією, у якій і загинув близько 674/ 673 рр. до н. е. Відомий з асирійських джерел.
Етимологія імені:
- асир. Išpakâi/ Išpakâ'a/ Ispakâia < скіф. Aspak — укр. верховий, вершник (схоже ім'я (грец. Ἀσπάκου > Ασπακος) відоме з епіграфічних пам'яток Танаїсу)[2];
- асир. Iš-pa-ka-a-a < ір. *spaka/ *spakāya — укр. собака/ собачий, що, можливо, відображено у відповідній новелі Полієна.[3] Утім, існування у скіфській мові слова *spaka- наразі не підтверджено, відоме лише відповідне слово *kuti-.[4]

## Ішпакай в Асирійських джерелах
- Призма Асархаддона. Стовпець 3.

(59) Я розсіяв народ Манна, і поганих, і непокірних,
(60) та їх війська, та Ішпакая скіфа,
(61) спільника, який не врятував їх, я убив мечем.